# Bonnemaison
Pour les articles homonymes, voir Bonnemaison (homonymie).
Bonnemaison est une commune française située dans le département du Calvados en région Normandie, peuplée de 401 habitants.

## Géographie
Les communes proches sont Courvaudon (2,4 km), Hamars (3,1 km), Bauquay (3,5 km), Roucamps (3,6 km), Campandré-Valcongrain (3,6 km), Le Mesnil-au-Grain (3,7 km), Saint-Agnan-le-Malherbe (3,7 km) et Aunay-sur-Odon (3,8 km).
Le climat est océanique avec des étés tempérés. Bonnemaison a été victime d'une tempête en octobre 1987, d'inondations et coulées de boue en janvier 1995 et en décembre 1999 auxquelles se sont ajoutés des mouvements de terrain[réf. nécessaire].
| Courvaudon, Aunay-sur-Odon | Courvaudon            | Hamars |
| Aunay-sur-Odon             | Bonnemaison           | Hamars |
| Roucamps                   | Campandré-Valcongrain | Hamars |

Le 1er janvier 2017, la commune passe de l'arrondissement de Caen à celui de Vire

### Hydrographie
La commune est située dans le bassin Seine-Normandie. Elle est drainée par le Vieux Ruisseau, la Douvette, le fossé 01 du Bois Normand, le fossé 01 de Lamberville et le fossé 01 de Nidalos,,.

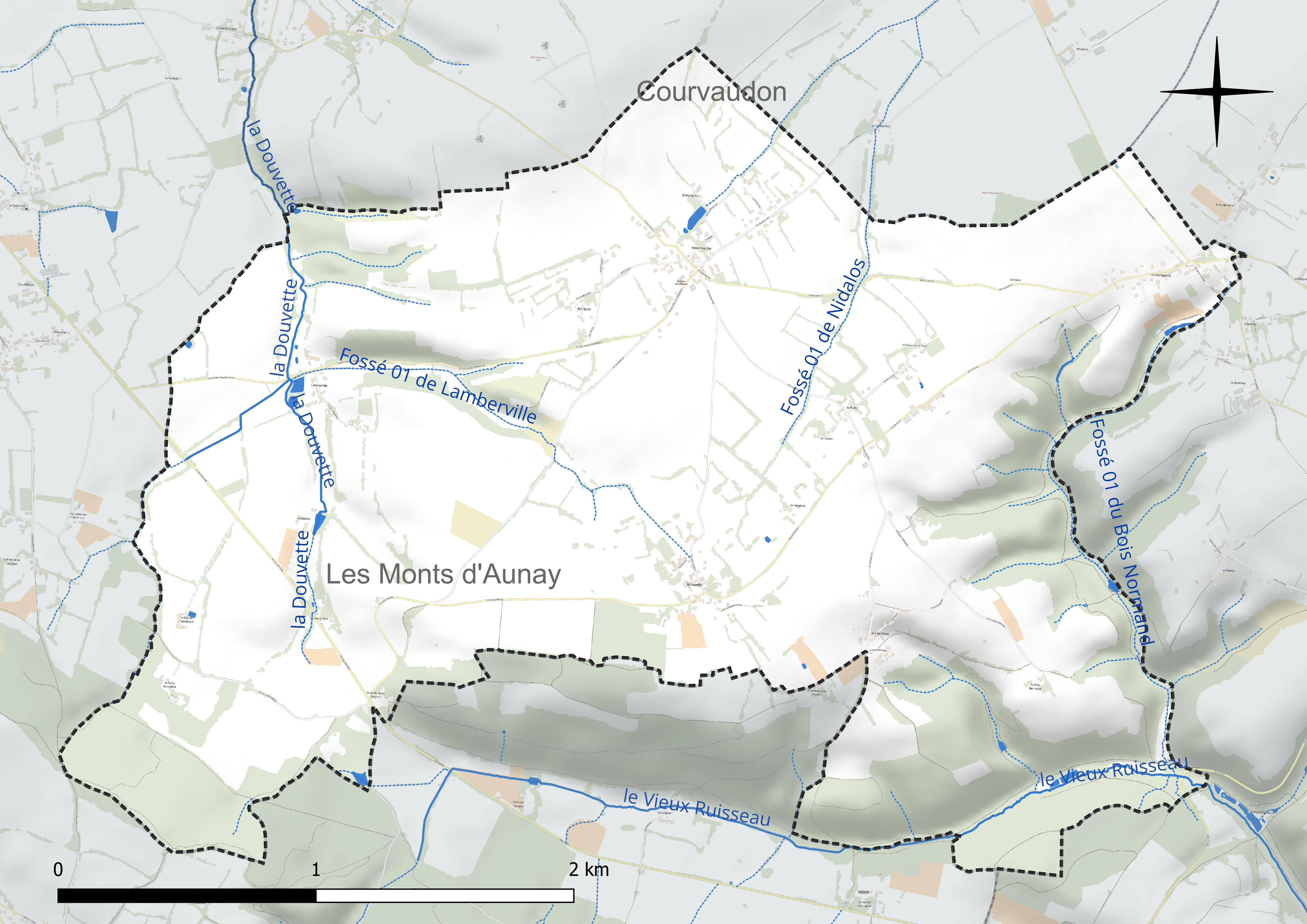
Réseau hydrographique de Bonnemaison.

### Climat
Pour des articles plus généraux, voir Climat de la Normandie et Climat du Calvados.
En 2010, le climat de la commune est de type climat océanique franc, selon une étude du CNRS s'appuyant sur une série de données couvrant la période 1971-2000. En 2020, Météo-France publie une typologie des climats de la France métropolitaine dans laquelle la commune est exposée à un climat océanique et est dans la région climatique  Normandie (Cotentin, Orne), caractérisée par une pluviométrie relativement élevée (850 mm/a) et un été frais (15,5 °C) et venté. Parallèlement le GIEC normand, un groupe régional d'experts sur le climat, différencie quant à lui, dans une étude de 2020, trois grands types de climats pour la région Normandie, nuancés à une échelle plus fine par les facteurs géographiques locaux. La commune est, selon ce zonage, exposée à un « climat contrasté des collines », correspondant au Bocage normand, bien arrosé, voire très arrosé sur les reliefs les plus exposés au flux d'ouest, et frais en raison de l'altitude.
Pour la période 1971-2000, la température annuelle moyenne est de 10,1 °C, avec  une amplitude thermique annuelle de 13 °C. Le cumul annuel moyen de précipitations est de 929 mm, avec 13,5 jours de précipitations en janvier et 8,4 jours en juillet. Pour la période 1991-2020, la température moyenne annuelle observée sur la station météorologique la plus proche, située sur la commune de Seulline à 8 km à vol d'oiseau, est de 11,3 °C et le cumul annuel moyen de précipitations est de 992,2 mm,. Pour l'avenir, les paramètres climatiques de la commune estimés pour 2050 selon différents scénarios d'émission de gaz à effet de serre sont consultables sur un site dédié publié par Météo-France en novembre 2022.

## Urbanisme

### Typologie
Au 1er janvier 2024, Bonnemaison est catégorisée commune rurale à habitat dispersé, selon la nouvelle grille communale de densité à 7 niveaux définie par l'Insee en 2022.
Elle est située hors unité urbaine. Par ailleurs la commune fait partie de l'aire d'attraction de Caen, dont elle est une commune de la couronne,. Cette aire, qui regroupe 296 communes, est catégorisée dans les aires de 200 000 à moins de 700 000 habitants,.

### Occupation des sols
L'occupation des sols de la commune, telle qu'elle ressort de la base de données européenne d'occupation biophysique des sols Corine Land Cover (CLC), est marquée par l'importance des territoires agricoles (84,6 % en 2018), une proportion identique à celle de 1990 (84,6 %). La répartition détaillée en 2018 est la suivante : 
terres arables (43 %), prairies (26,3 %), forêts (15,4 %), zones agricoles hétérogènes (15,3 %). L'évolution de l'occupation des sols de la commune et de ses infrastructures peut être observée sur les différentes représentations cartographiques du territoire : la carte de Cassini (XVIIIe siècle), la carte d'état-major (1820-1866) et les cartes ou photos aériennes de l'IGN pour la période actuelle (1950 à aujourd'hui).

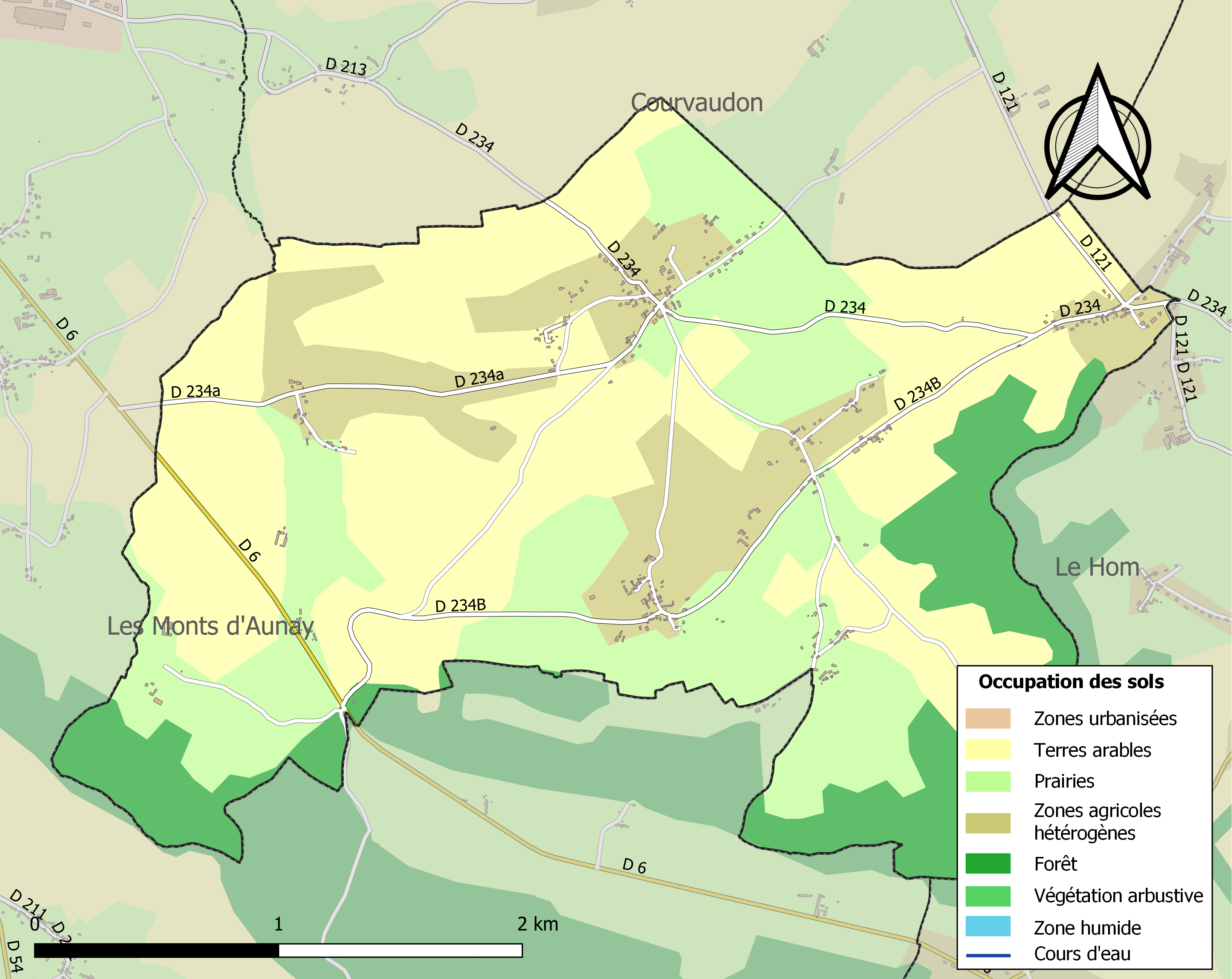
Carte des infrastructures et de l'occupation des sols de la commune en 2018 (CLC).

## Toponymie
Le nom de la localité est attesté sous la forme Bonam Meison vers 1210. L'ancien français, dont semble issu le toponyme, avait le sens actuel (« bonne maison »),, mais s'il est plus ancien (latin mansio, d'où mansion), il peut avoir le sens d'« étape », « station ».
Le gentilé est Bonnemaisonais.

## Histoire
Bonnemaison est un ancien fief de la baronnie de Courcy[réf. nécessaire].

## Politique et administration
| Période                                  | Période   | Identité       | Étiquette | Qualité        |
| ---------------------------------------- | --------- | -------------- | --------- | -------------- |
| mars 1977                                | mars 2001 | Jacques Adon   | SE        | Chef d'atelier |
| mars 2001                                | En cours  | Pierre Salliot | SE        | Retraité       |
| Les données manquantes sont à compléter. |           |                |           |                |

Le conseil municipal est composé de onze membres dont le maire et deux adjoints.

## Démographie
L'évolution du nombre d'habitants est connue à travers les recensements de la population effectués dans la commune depuis 1793. Pour les communes de moins de 10 000 habitants, une enquête de recensement portant sur toute la population est réalisée tous les cinq ans, les populations de référence des années intermédiaires étant quant à elles estimées par interpolation ou extrapolation. Pour la commune, le premier recensement exhaustif entrant dans le cadre du nouveau dispositif a été réalisé en 2004.
En 2022, la commune comptait 401 habitants, en évolution de −0,74 % par rapport à 2016 (Calvados : +1,58 %, France hors Mayotte : +2,11 %).
Bonnemaison a compté jusqu'à 671 habitants en 1806.
| 1793 | 1800 | 1806 | 1821 | 1831 | 1836 | 1841 | 1846 | 1851 |
| ---- | ---- | ---- | ---- | ---- | ---- | ---- | ---- | ---- |
| 636  | 540  | 671  | 604  | 639  | 624  | 575  | 566  | 561  |

| 1856 | 1861 | 1866 | 1872 | 1876 | 1881 | 1886 | 1891 | 1896 |
| ---- | ---- | ---- | ---- | ---- | ---- | ---- | ---- | ---- |
| 558  | 559  | 523  | 481  | 499  | 478  | 438  | 440  | 402  |

| 1901 | 1906 | 1911 | 1921 | 1926 | 1931 | 1936 | 1946 | 1954 |
| ---- | ---- | ---- | ---- | ---- | ---- | ---- | ---- | ---- |
| 361  | 346  | 307  | 275  | 267  | 274  | 249  | 282  | 242  |

| 1962 | 1968 | 1975 | 1982 | 1990 | 1999 | 2004 | 2006 | 2009 |
| ---- | ---- | ---- | ---- | ---- | ---- | ---- | ---- | ---- |
| 225  | 208  | 184  | 317  | 331  | 324  | 340  | 352  | 374  |

| 2014 | 2019 | 2022 | - | - | - | - | - | - |
| ---- | ---- | ---- | - | - | - | - | - | - |
| 398  | 403  | 401  | - | - | - | - | - | - |

## Économie

### Appellations d'origine contrôlée
Bonnemaison se trouve sur le territoire des AOC pour les produits suivants :
- le camembert de Normandie
- Le pont-l'évêque
- Les eaux-de-vie calvados et le pommeau de Normandie.

## Lieux et monuments
Bonnemaison possède un patrimoine historique et religieux, notamment :
- L'église Saint-Martin, datant du XVIIIe siècle, comprend un clôcher-porche massif. Une charité de saint Martin et une Vierge à l'Enfant du XVIe siècle sont classées à titre d'objets aux Monuments historiques[31]. L'église est également dotée d'un retable orné de quatre colonnes corinthiennes cannelées et d'une frise sculptée.
- La grotte, inspirée la grotte de Lourdes, a été construite en reconnaissance de la paroisse protégée en juillet 1944. Cette petite chapelle est dédiée à la Vierge[32] dont le sanctuaire date du milieu du XIXe siècle.